# سيهان كان
سيهان كان (بالإنجليزية: Cihan Kaan)‏ (1976، دالاس في الولايات المتحدة)؛ موسيقي وروائي أمريكي.